# Thermostatic
Thermostatic – szwedzka grupa muzyczna wykonująca muzykę elektroniczną, powstała w 2003 r. w Göteborgu.
Nazwa zespołu została zasugerowana przez Michaela Strandtofta z grupy Helm. Styl Thermostatic oscyluje wokół gatunków bitpopu i synth popu. Do inspiracji artystów należą gry wideo oraz komputery z lat 80. ubiegłego stulecia. W 2005 r. podczas festiwalu Scandinavian Alternative Music Awards grupa otrzymała wyróżnienia w kategoriach Best Scandinavian Newcomer oraz Best Scandinavian Album. 20 kwietnia 2010 grupa poinformowała na swojej stronie o zakończeniu działalności zapowiadając jednocześnie pożegnalny koncert i publikując ostatni utwór Härifrån.

## Dyskografia

### Albumy
- 2005 - Joy-Toy
- 2007 - Joy-Toy (2007 Edition)
- 2008 - Humanizer

### EP-ki / Single
- 2006 - Private Machine
- 2006 - So Close So Near
- 2007 - The Box
- 2014 - Animal